# Fiona Rae
Fiona Rae (10 d'octubre de 1963) és una artista britànica nascuda a Hong Kong. És una dels Young British Artists (YBAs) que va adquirir prominència en els anys 1990. Al llarg de la seva carrera, ha estat coneguda per la seva obra relacionada amb els elements de l'energia, i la complexitat. La seva obra és coneguda per la seva intenció d'expandir les tradicions modernes en la pintura.

## Vida i carrera
Rae va néixer a Hong Kong i va viure també a Indonèsia abans de mudar-se a Anglaterra l'any 1970. Va assistir a la Universitat d'Art de Croydon per estudiar un Curs de Fonaments (1983–1984) i a la Goldsmiths University (1984–1987), on va completar un grau en Belles Arts.

### Young British Artists
L'any 1988, va participar a Freeze, una exposició d'art organitzada per Damien Hirst a London Docklands; va ajudar a impulsar una generació d'artistes que van ser coneguts com a Young British Artists o YBAs.
L'any 1991, Rae va ser preseleccionada pel Premi Turner, i l'any 1993 va ser nominada pel Premi Austríac Eliette Von Karajan per Pintors Joves.
Va ser elegida a la Royal Academy of Arts l'any 2002 i és honorada amb el títol de Royal Academician, sent-li permès l'ús de les lletres RA després del seu nom. L'any 2002 va ser nomenada Tate Artist Trustee entre 2005 i 2009. Va ser encarregada per la Tate Modern de crear un tríptic de 10 metres Shadowland pel restaurant d'allà l'any 2002.
Al desembre de 2011, va ser nomenada Professora de Pintura de la Royal Academy, una de les dues primeres professores des que l'Acadèmia es va fundar l'any 1768.
Rae ha exposat extensament en museus i galeries internacionalment i la seva obra és mostrada al públic i a col·leccions privades de tot el món. De la seva obra, William Corwin va resumir, "Les pintures de Rae són en gran manera objectes a ser admirats, finestres a paraules de què ella és mestressa, donant a l'espectador un paisatge de somni, semi-reconeixible, ocasionalment comfortant però sobretot aliè."

## Col·leccions públiques
- Tate Collection: cinc obres: ‘Untitled (groc)', 1990, ‘Untitled (gris i marró)', 1991, ‘Untitled (habitació d'emergència)', 1996, ‘Visió de Nit', 1998, ‘Shadowland', 2002
- Birmingham Museums & Art Gallery; 'Estrella Fosca', (2000)[9]
- Hirshhorn Museum and Sculpture Garden, Washington DC; 'Sunburst Arribada' (1997)[10]
- Royal Academy of Arts, Londres, Regne Unit; 'Untitled (sis en marró)'[11]
- Sintra Museu d'Art Modern: El Berardo Col·lecció, Sintra, Portugal
- Southampton City Art Gallery, Anglaterra (6/1998); Reproductor Ràpid[12]

## Exposicions en solitari
Seguint l'èxit de 'Freeze' l'any 1988, les pintures de Rae han aparegut en expesicions internacionals en solitari 
- 'Fiona Rae' Kunsthalle Basel, Suïssa (1992)
- 'Fiona Rae' a l'Institut d'Arts Contemporanis, London (1993–1994)
- 'Fiona Rae', Carré d'Art Musée d'art contemporain de Nîmes, França (2002–2003)

## Publicacions
A part de nombrosos catàlegs d'exposicions, les obres de Rae estan comentades en moltes publicacions, com ara:
- 1996 – Morgan, Stuart, "Fiona Rae: Playing for Time", What the Butler Saw, Ian Hunt (ed.), London, UK: Durian Publications
- 1996 – The 20th-Century Art Book, London, UK, Phaidon Press
- 1999 – Stallabrass, Julian, High Art Lite: British Art in the 1990s, Verso Londres i Nova York
- 1997 – Button, Virginia, The Turner Prize, London, UK, Tate Gallery Publishing
- 2004 – Tate Women Artists, text by Alicia Foster, London, UK, Tate Gallery Publishing
- 2006 – Tate Modern: The Handbook, Frances Morris (ed.), texts by Michael Craig-Martin, Andrew Marr and Sheena Wagstaff, London, UK, Tate Publishing
- 2007 – The Turner Prize. Revised Edition, Virginia Button, London, UK, Tate Publishing
- 2007 – Open Space: Art in the Public Realm in London 1995–2005, Jemima Montagu (ed.), London, UK, Arts Council England and Central London Partnership
- 2009 – Painting Today, Tony Godfrey (ed.), London, UK, Phaidon Press
- 2010 – Barret, Terry, Making Art: Form and Meaning, New York City: McGraw-Hill Publishers
- 2010 – Pooke, Grant, Contemporary British Art: An Introduction, London, UK: Routledge
- 2012 – Fiona Rae: maybe you can live on the moon in the next century, London, UK: Ridinghouse in association with Leeds Art Gallery.[13]